# Kızılyaka, Çameli
Kızılyaka là một xã thuộc huyện Çameli, tỉnh Denizli, Thổ Nhĩ Kỳ. Dân số thời điểm năm 2010 là 404 người.